# Frenchy Tour
Albums de Eddy Mitchell
Frenchy
(2003) Jambalaya
(2006)
Frenchy Tour est le treizième album live d'Eddy Mitchell sorti en 2004 sur le label Polydor et enregistré à l'Olympia de Paris les 3 et 4 mars 2004.

## Liste des titres
| No  | Titre                                               | Durée |
| --- | --------------------------------------------------- | ----- |
| 1.  | Mister JB                                           |       |
| 2.  | Il ne rentre pas ce soir                            |       |
| 3.  | La dernière Séance                                  |       |
| 4.  | J'aime pas les gens heureux                         |       |
| 5.  | Je chante pour ceux qui ont le blues                |       |
| 6.  | Sur la route de Memphis (en duo avec Michel Sardou) |       |
| 7.  | J'aime les interdits                                |       |
| 8.  | Le monde est trop petit                             |       |
| 9.  | Au bar du Lutetia                                   |       |
| 10. | Sur la Route 66                                     |       |
| 11. | 18 ans demain                                       |       |
| 12. | Le Cimetière des éléphants                          |       |
| 13. | Pas de boogie woogie                                |       |
| 14. | Couleur menthe à l'eau                              |       |
| 15. | À crédit et en stéréo                               |       |
| 16. | C'est la vie, mon chéri                             |       |
| 17. | C'est un rocker                                     |       |
| 18. | Rock'n'Rolympia (instrumental)                      |       |